# شمس سوداء (رمز)

رمز "الشمس السوداء" كما يظهر في البرج الشمالي لقلعة Wewelsburg.

الشمس السوداء (الألمانية: Schwarze Sonne) هو رمز يستخدم في سياق ما بعد الرايخ الثالث من قبل النازيين الجدد وبعض الثقافات الغامضة، مثل الشيطانية. ظهر الرمز أولاً كعنصر تصميم في قلعة أعيد تشكيلها وتوسعت تحت سيطرة هاينريش هيملر خلال العصر النازي. يتكون تصميم الرمز من اثني عشر شعاعاً ودائرة في المنتصف، وهي رموز استخدمت كشعار عند الشوتزشتافل . جميع الأشكال اللاحقة تمتد من هذه الفسيفساء. ولا زال مجهولاً إذا كان للرمز اسم أو أي أهمية خاصة بين الشوتزشتافل. تطور ارتباطها بمفهوم «الشمس السوداء» الغامض (وبالتالي اسمها أيضًا) من تأثير رواية ألمانية شعبية نشرت لأول مرة في عام 1991.

## خلفية تاريخية

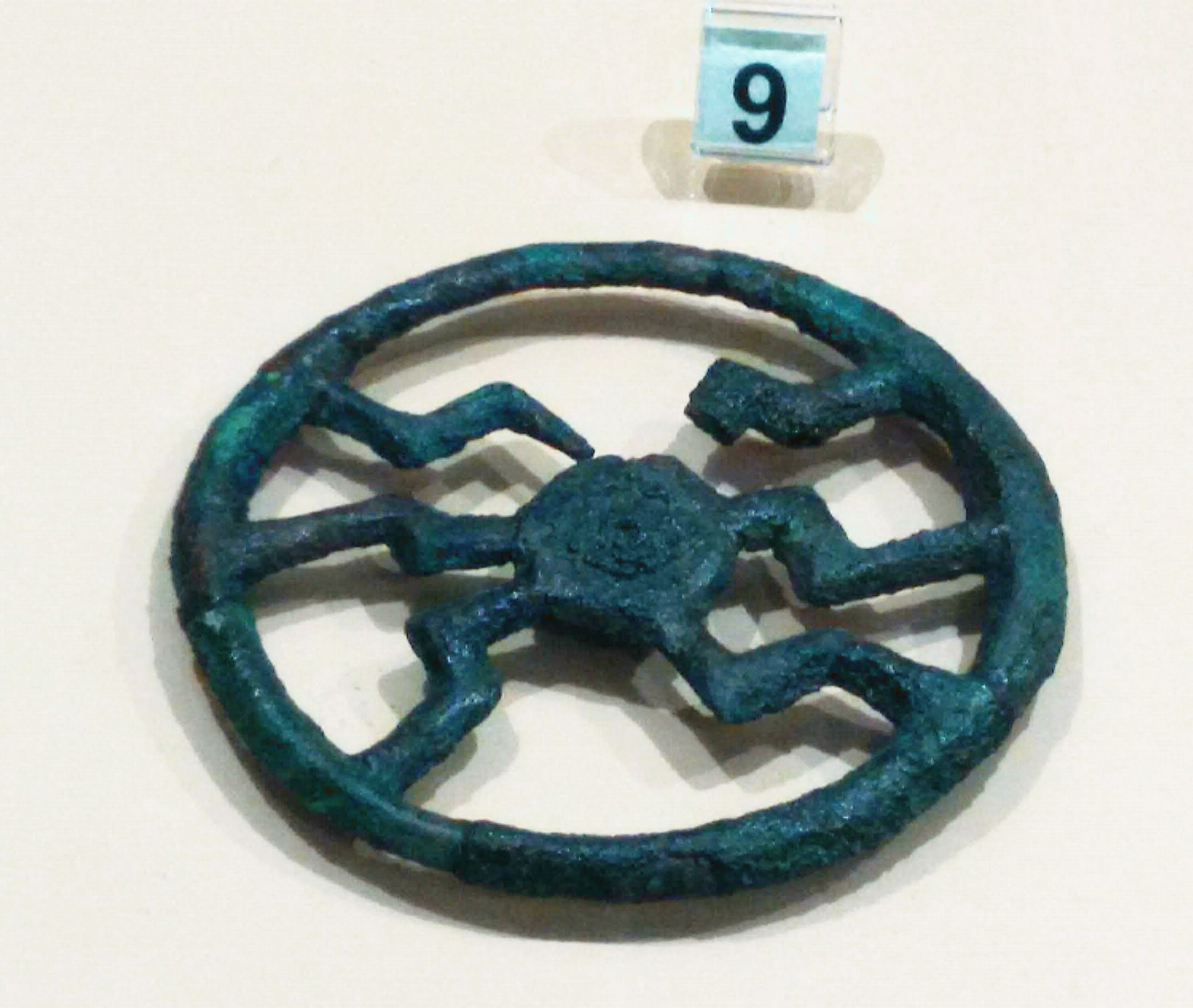
جزء من حزام نسائي تم العثور عليه في مقبرة فيلانوفان في ليبي، فيروكيو، الثامن إلى السابع قبل الميلاد

يحتوي التصميم على أوجه متوازية بصرية فضفاضة في بعض أدوات الزينة  والمجوهرات المعدنية التي يرجع تاريخها إلى العصر الحديدي الأوروبي، وشهدت في مقابر الفرنجة والألمان من فترة الهجرة. يتراوح عدد الأشعة في الدبابيس ما بين خمسة واثني عشر. تشتمل بعض العينات البافارية على رمز الصليب المعقوف في الوسط. تلقى الأشياء الخطاب البارز خلال الحقبة النازية.

## فسيفساء برج Wewelsburg

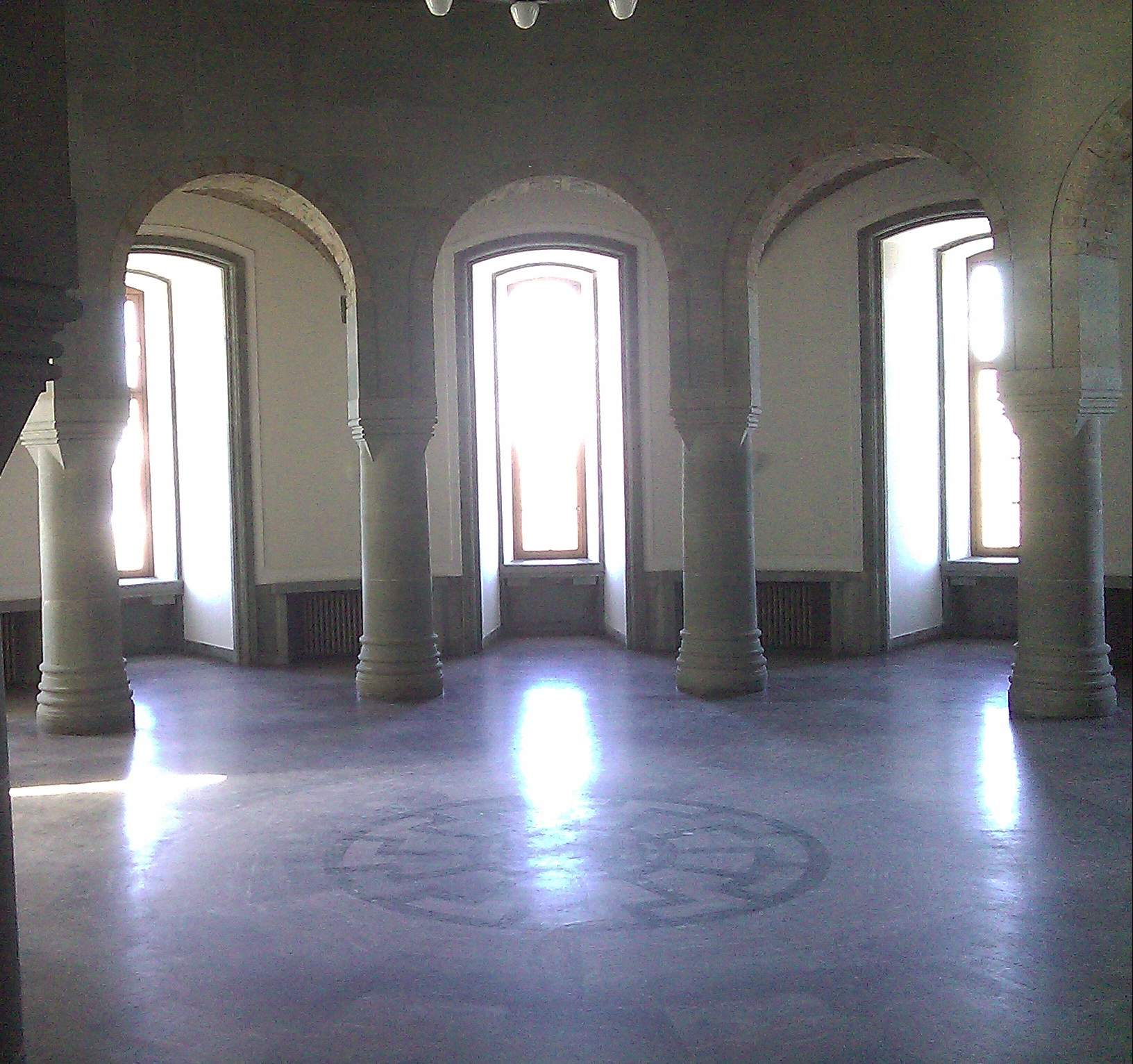
قاعة SS General 'السابقة (بالألمانية: Obergruppenführersaal) في الطابق الأول من القلعة الشمالية لبرج Wewelsburg مع الفسيفساء ذات العجلات الخضراء الداكنة الموجودة على الأرض في وسط القاعة

في عام 1933، استحوذ هاينرش هيملر على Wewelsburg ، وهي قلعة بالقرب من بادربورن، ألمانيا. قصد هيملر تحويل الهيكل إلى مركز للقوات الخاصة. وبين عامي 1936 و 1942، أمرهيملر بتوسيع المبنى وإعادة بنائه لأغراض احتفالية.
نتج عن تعديلات هيملر، الرمز المعروف على نطاق واسع اليوم باسم «الشمس السوداء»، ويتكون من اثني عشر رجمًا دائريًا على أرضية البرج الشمالي للمبنى. تبقى الأهمية المقصودة للصورة غير معروفة، ولكن ربما وجد الفنان إلهامًا من أقراص ميروفنجيون المزخرفة التي يرجع تاريخها إلى أوائل العصور الوسطى (انظر Zierscheibe).
في عام 1991، نشر الكاتب راسل مكلود الرواية الشعبية Die Schwarze Sonne von Tashi Lhunpo (الألمانية «الشمس السوداء لِتاشي لونبو») التي وصفها الباحث نيكولاس جودريك كلارك بأنها «قصة نازية غامضة». في الرواية، يربط مكلود فسيفساء فيويلسبورج بمفهوم غامض للشمس السوداء، والذي تم تقديمه في الخمسينيات من قبل مجموعة لانديج كبديل عن الصليب المعقوف ورمز لمصدر طاقة صوفي كان من المفترض أن يجدد سباق الآرية. بعد نشر الرواية، أصبح رمز Wewelsburg معروفًا باسم «الشمس السوداء».

## النازية الجديدة والقوميون البيض واليمين المتطرف
ظل الرمز تاريخيًا بارزًا في دوائر غامضة من النازيين الجدد، حيث يحدث كثيرًا في المنشورات المطبوعة والمواقع المرتبطة. ومع ذلك، يرى الرمز أيضًا استخدامًا متكررًا من قِبل العديد من الجماعات القومية النازية الجديدة واليمينية والبيض القوميون بشكل أعم، كما يظهر، على سبيل المثال، في الصور التي استخدمتها Vanguard America خلال تجمع Unite the Right في Charlottesville ، فرجينيا في أغسطس 2017. بالإضافة إلى ذلك، تستخدم كتيبة آزوف، وهي الحرس الوطني لأوكرانيا المرتبطة على نطاق واسع بالفاشية الجديدة والنازية الجديدة، الرمز بصفته الرسمية كعنصر شعار، إلى جانب وولفزانجيل.
قام برينتون تارانت، وهو مطلق النار الذي شارك في إطلاق النار في مسجد كرايستشيرش، بنشر صور على تويتر للأسلحة النارية التي تحمل رموزًا للنازيين الجدد مثل «الشمس السوداء» و " 14 ". ويعتقد أن هذه الأسلحة النارية قد استخدمت في إطلاق النار. كما استخدم تارانت الرمز على غلاف بيانه.

## استخدام من قبل كنيسة الشيطان
جنبا إلى جنب مع الرموز الأخرى من العصر النازي مثل Wolfsangel ، رون سيج، و totenkopf ، يتم استخدام الشمس السوداء من قبل أتباع كنيسة الشيطان وغيرها من الشيطان.
وفقا للباحث كريس ماثيوز، يجمع الشيطانيون في بعض الأحيان الصور النازية. يقول ماثيوز، «على الرغم من الاستغلال المنهجي للغموض، أي إنكار أن الرموز النازية تستخدم كرموز النازية على حد سواء مخادع وغير مقنع».

## في ثقافة الشارع
في عام 2018، ظهر الرمز على البضائع لمغنية البوب الكولومبية شاكيرا في جولة الدورادو العالمية. ونُشر وفقًا لـ Live Nation Entertainment ، التالي: "قلادة Live Nation" المصممة لـ "جولة الدورادو العالمية" لشاكيرا كانت تستند إلى صور ما قبل كولومبيا. . . ومع ذلك، أعرب بعض المعجبين عن قلقهم من أن التصميم يحمل تشابهًا غير مقصود مع صور النازيين الجدد. نعتذر بصدق عن هذا التشابه غير المقصود وقد سحبنا العنصر نهائيًا من المجموعة السياحية ".